# Komentarz (gatunek literacki)

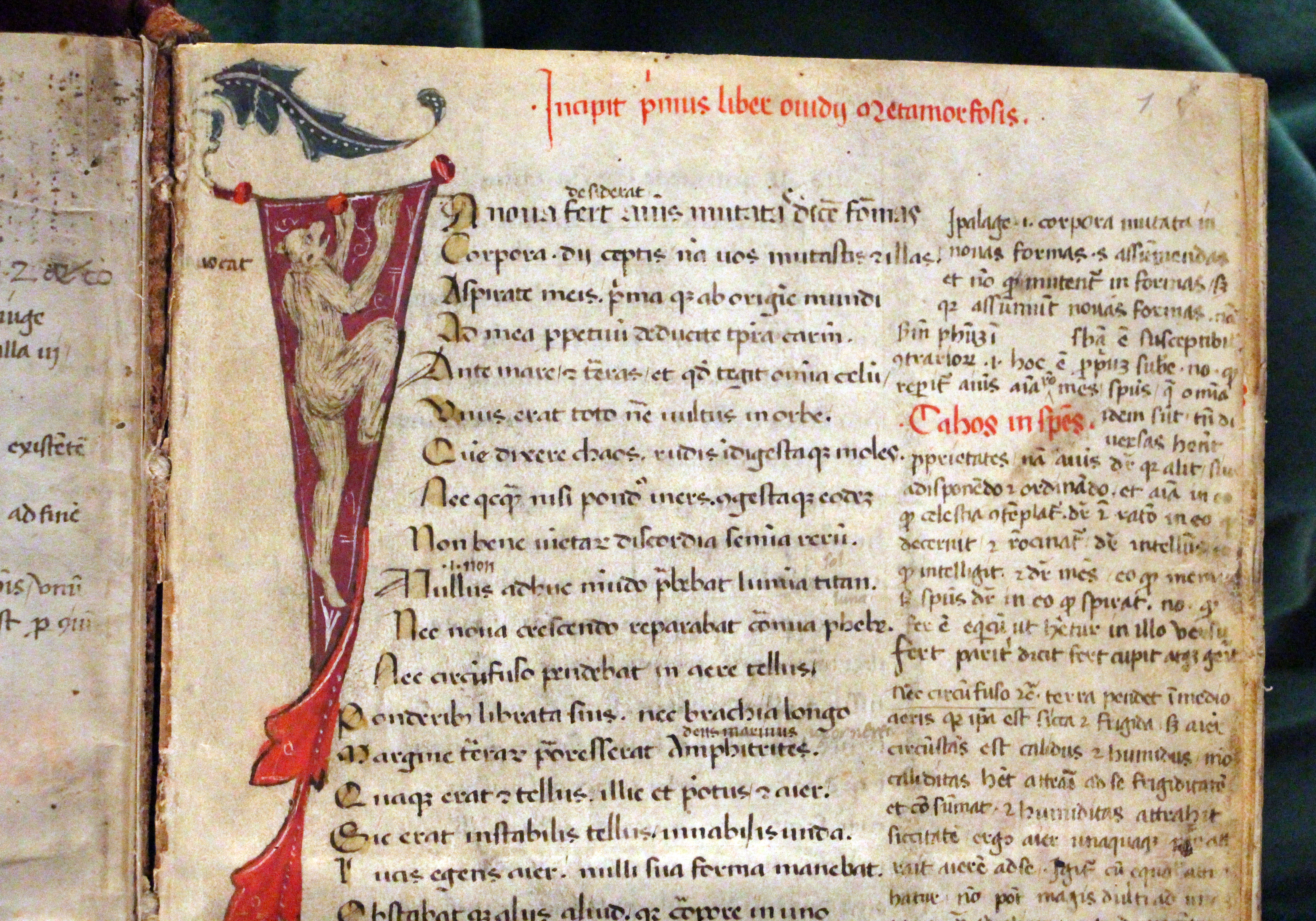
Łaciński manuskrypt Metamorfoz Owidiusza wraz z komentarzem na marginesie (1390−1400 r. n.e.)

Komentarz – gatunek literatury użytkowej, w którym autor omawia, interpretuje i opatruje szczegółowymi uwagami oraz wyjaśnieniami dzieło innego autora.

## Charakterystyka
Komentarze znane są z kultur, dla których istotna była analiza i interpretacja tekstów: żydowskiej, zachodniej, muzułmańskiej, indyjskiej czy chińskiej. Mogły przybierać różne formy, często łącząc się z innymi gatunkami. Znane są komentarze w formie traktatu, prologu, „komentarza bieżącego” (komentarza do całego tekstu, ustęp po ustępie), hypomnematów, listu, glosy, eseju, scholiów, krótkiego wykładu, parafrazy, podsumowania, przypisów wyjaśniających, notatek (w szczególności marginalnych) . 
Komentowano teksty, które niosły ze sobą istotne znaczenie oraz cieszyły się autorytetem; w szczególności komentowano literaturę filozoficzną, religijną (duża rola komentarzy biblijnych), kanoniczne teksty literackie oraz teksty prawne.

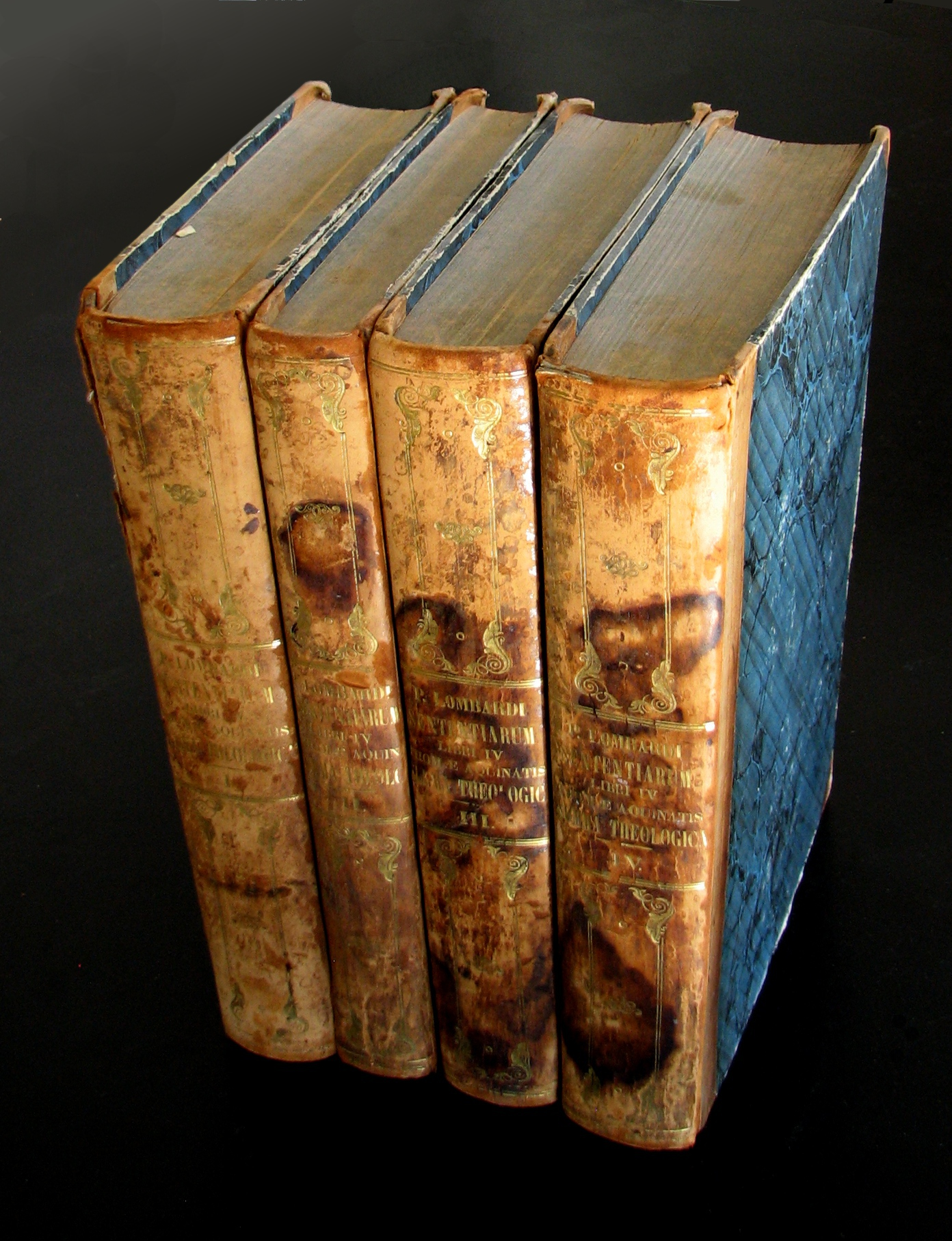
Sentencje Piotra Lombarda, najsłynniejszy średniowieczny komentarz w formie traktatu (wyd. 1841).

Znaczenie i funkcje komentarzy były zmienne. W pewnych epokach i kulturach ich rola mogła maleć lub rosnąć (nawet stawać się dominującym gatunkiem w danej dyscyplinie). Wiele komentarzy było zwykłą kopią czy kompilacją innych tekstów . Pomimo że nie miały charakteru twórczego, spełniły ważną rolę w upowszechnianiu tekstów i ich zachowaniu przez stulecia. W niektórych przypadkach praca komentatorów nie miała jednak tylko charakteru odtwórczego. Komentowanie było formą analizowania idei lub przedstawiania własnego stanowiska . Korzystanie z formy komentarza służyć wtedy miało celom polemicznym, pozwalały autorowi wpisać się w pewną tradycję, wesprzeć się autorytetem komentowanego tekstu czy złagodzić radykalny wydźwięk swoich tez . W ramach tej formy literackiej rozwinięto również nowe koncepcje filozoficzne. Wpływowe komentarze wyznaczały sposób interpretacji dzieł filozoficznych dla całych epok, same będąc przedmiotem dalszych komentarzy. Np. komentarze Porfiriusza i Boecjusza, wykazujące zgodność myśli Arystotelesa i Platona, czy komentarz Porfiriusza do Kategorii Arystotelesa, argumentujący, że dzieło dotyczy słów, a nie rzeczy . 
W epoce nowożytnej komentarz stał się podstawową formą krytyki tekstu, dokonywanej przez humanistykę i nauki historyczne. Komentarze były szczegółową analizą historyczną, filologiczną, kulturową i filozoficzną danego tekstu, zmierzającą do objaśnienia jego wewnętrznej struktury i zewnętrznego kontekstu.

## Historia

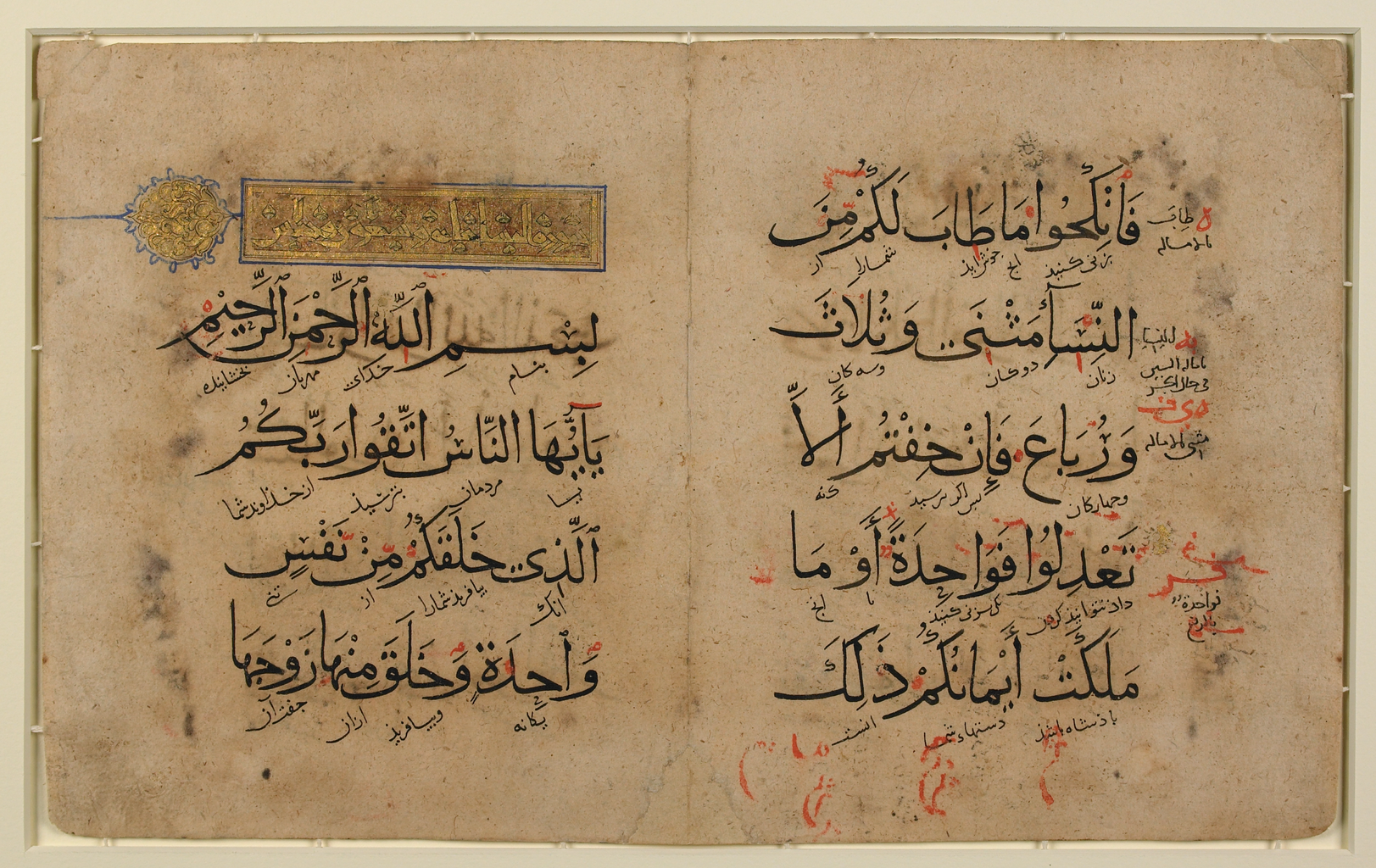
Arabski manuskrypt Koranu z glosami marginalnymi (1250−1350 n.e.).

Łacińskie słowo commentarius oznaczało notatnik, traktat czy streszczenie. Słowo to w znaczeniu „komentarz do cudzego tekstu” pojawiło się u Cycerona (De oratore, 1.240), a do powszechnego użytku weszło w tekstach Swetoniusza i Gelliusza (I−II w. n.e.). 
Gatunek ukształtował się w późnej starożytności, natomiast w zachodnim średniowieczu stał się jednym z głównych gatunków literackich, powszechnie stosowanym w dydaktyce, filozofii, teologii i prawie. Był nadal w powszechnym użyciu we wczesnej nowożytności, a następnie stracił na popularności. Komentarze w starożytności i średniowieczu skupione były na wyjaśnianiu komentowanego tekstu. Z kolei jego współczesna forma częściej poświęcona jest drobiazgowym analizowaniu pojęć, języka oraz objaśnianiu historycznego i kulturowego kontekstu dzieła. 
Komentarz ukształtował się w starożytnym piśmiennictwie filozoficznym. Wywodzi się prawdopodobnie z polemik między pierwszymi filozofami, a następnie z rosnącego znaczenia uważnej lektury tekstów (przełom V i IV w. p.n.e.). Przykładem takiego wczesnego utworu jest Protagoras Platona, w którym Sokrates krytycznie komentuje wiersz Simonidesa. Wreszcie powstanie komentarza wiązane jest z powstaniem szkół filozoficznych, w szczególności szkoły perypatetyckiej, opartej na tekstach Arystotelesa. Jako jednego z pierwszych komentatorów uznaje się Andronikosa z Rodos, który zebrał i opracował dorobek Arystotelesa . Komentarz jako samodzielny gatunek literacki pojawił się w dopiero w II w. n.e. i jest wiązany z Aleksandrem z Afrodyzji. Gatunek komentarza biblijnego ukształtował się później, w III w., pod wpływem komentarzy neoplatońskich oraz egzegezy żydowskiej. 
W okresie 200−700 r.n.e. komentarz stał się podstawową formą uprawiania filozofii. Związane jest to z rozwojem neoplatonizmu i rosnącą rolą egzegezy tekstów filozoficznych (szczególnie Platona, Arystotelesa i stoików). W II−III w. n.e., w środowisku drugiej sofistyki rozwinął się też komentarz o charakterze filologicznym. Był on drobiazgową analizą klasycznych tekstów pod kątem języka, argumentacji i retoryki .
W późnej starożytności pojawili się autorzy znani głównie (lub wyłącznie) jako komentatorzy. Byli to Plotyn, Jamblich, Aleksander z Afrodyzji, Porfiriusz. Teksty, które przetrwały do czasów współczesnych, to prawie wyłącznie teksty filozoficzne, teologiczne, matematyczne i medyczne. Najprawdopodobniej komentowano również inne rodzaje tekstów (np. teksty literackie), jednak nie zostały one przekazane do czasów współczesnych. 
Komentarz był jednym z podstawowych gatunków średniowiecznej literatury teologicznej i filozoficznej (w tym: dotyczącej filozofii przyrody), a w XIII i XIV w. był gatunkiem najważniejszym w piśmiennictwie łacińskim. Najważniejszymi tekstami były wtedy Sentencje Piotra Lombarda i komentarze do tekstów Arystotelesa . Z kolei w kulturze islamu komentarze rozkwitły w epoce poklasycznej (od XI do początku XX w.) .
Mostem łączącym późnostarożytną neoplatońską tradycję komentowania z filozofią średniowieczną były prace Boecjusza . W średniowiecznej kulturze komentarze autorów chrześcijańskich, muzułmańskich i żydowskich wchodziły ze sobą w dialog. Do szczególnie cenionych w piśmiennictwie łacińskich komentatorów autorów starożytnych należał Awerroes, określany przydomkiem „Komentatora” . Ok. V w. n.e. zmieniła się forma komentarzy. W późnej starożytności były to często osobne książki, odrębne od komentowanego dzieła (hypomnemata), natomiast w średniowieczu bardzo popularna była forma komentarzy zespolonych z tekstem oryginalnym, np. komentarzy marginalnych (scholia). 
Założeniem, które leżało u podstaw rosnącej roli komentarza, było to, że pewne istotne teksty (jak teksty Arystotelesa czy Biblia) mówią coś istotnego o rzeczywistości i poprzez ich egzegezę można tę rzeczywistość poznawać. Komentarze związane też były z rozwojem średniowiecznych uniwersytetów. Tak jak filozofia jako dyscyplina opierała się na komentowaniu tekstów Arystotelesa, tak teologia opierała się na komentowaniu Biblii.
Renesansowi humaniści korzystali z komentarzy jako instrumentu dotarcia do źródłowej formy tekstu: oczyszczenia go z późniejszych zniekształceń, odkrycia tradycji tekstualnych i oryginalnego znaczenia zawartych w nim sensów. Rozpoczęli oni systematyczną publikację tekstów źródłowych: łacińskich, greckich i arabskich. Od 1530 rozpoczęto edycje dwujęzyczne (język oryginału wraz z językiem wernakularnym). Publikowano także na nowo najważniejsze komentarze średniowieczne (Tomasza z Akwinu, Alberta Wielkiego). Pod koniec XVI w. powszechnie dostępne już były teksty oryginalne wraz z komentarzami łacińskimi, greckimi i arabskimi. 
Obok komentarzy humanistycznych kontynuowana była tradycja komentarzy scholastycznych. Wpływowe były komentarze do Tomasza z Akwinu autorstwa scholastyków hiszpańskich Franciszka Suáreza, Gabriela Vásqueza, Francisco de Vitorii. Wraz z działalnością szkoły w Salamance nowożytne komentarze dzieła Tomasza z Akwinu wyparły Sentencje Piotra Lombarda. 
Rewolucja naukowa we wczesnej nowożytności spowodowała również zmianę w traktowaniu autorytatywnych tekstów. Teksty te przestały być podstawowym źródłem wiedzy o świecie i zostały zastąpione doświadczeniem oraz osądem rozumu. Kartezjusz wypowiadał się ostro przeciwko komentarzom jako formie wyrażania idei filozoficznych. Znacząco spadła też rola autorytetu w poznawaniu rzeczywistości – na rzecz niezależnego osądu. Wraz z tymi zmianami komentarze stały się formą analizy samego tekstu, a nie dziełem o pozatekstualnej rzeczywistości.
W XVIII w. komentarz zaczął przybierać formę rozbudowanych przypisów. We współczesnym edytorstwie można rozróżnić trzy formy relacji między tekstem komentowanym a komentarzem: tekst źródłowy (wydanie samodzielnego tekstu), edycja krytyczna (tekst z komentarzem, np. komentarzem tekstologicznym) i komentarz (komentarz bez tekstu źródłowego).